# 瑠璃寺 (兵庫県佐用町)
瑠璃寺（るりじ）は、兵庫県佐用郡佐用町にある高野山真言宗の別格本山の寺院。山号は船越山。本尊は千手観世音菩薩。詳しくは船越山南光坊瑠璃寺と称する。新西国三十三箇所第33番札所。

## 歴史
寺伝では神亀5年（728年）、聖武天皇の勅願により行基が開創したと伝える。本堂、金堂、奥の院、十二坊舎、その他七十二宇の伽藍があったとされる。
南北朝時代に覚祐を中興開山として赤松則祐により再興された。以来、室町時代を通じ守護大名赤松氏との関係が深かった。
創建以来、修験道の行場となっており、京都にある天台宗寺門派の聖護院に所属し、江戸時代には南光坊と称した。
現在、南光坊は当寺の本坊となっている。本坊の建物は1957年（昭和32年）に再建された。
また、寺が旧南光町に所在していることから、「南光坊南光亭」と題して落語家の桂南光を迎えた落語会が毎年開催され、盛況している。2019年（令和元年）で第23回を迎えている。
当寺の奥には船越山るり寺モンキーパークがある。

## 境内
- 本堂 - 正徳3年（1713年）再建。
- 鐘楼 - 梵鐘（兵庫県指定有形文化財）は「応安の鐘」と呼ばれる赤松則祐が寄進したもの。応安2年（1369年）銘と共に赤松一族の名が刻まれている。
- 正徳地蔵尊 - 正徳3年（1713年）建立。
- 開山堂
- 権現堂
- 常福院 - 塔頭。
- 稲荷社
- 本坊
  - 本坊表門
  - 長屋門
  - 大師堂
  - 庫裏 - 1957年（昭和32年）再建。
  - 経蔵
  - 護摩堂
  - 聖天堂
- 奥の院 - 船越山るり寺モンキーパークの奥にある。
  - 薬師堂 - 明和2年（1765年）建立。
  - 鐘楼 - 梵鐘は千貫鐘と呼ばれる1880年（明治13年）の作。
- 天狗堂 - 奥の院の南東にある。
- 地蔵堂 - 「たっちゅうさん」と呼ばれる。
- 山門（仁王門） - 寛永15年（1638年）再建。
- 阿弥陀堂

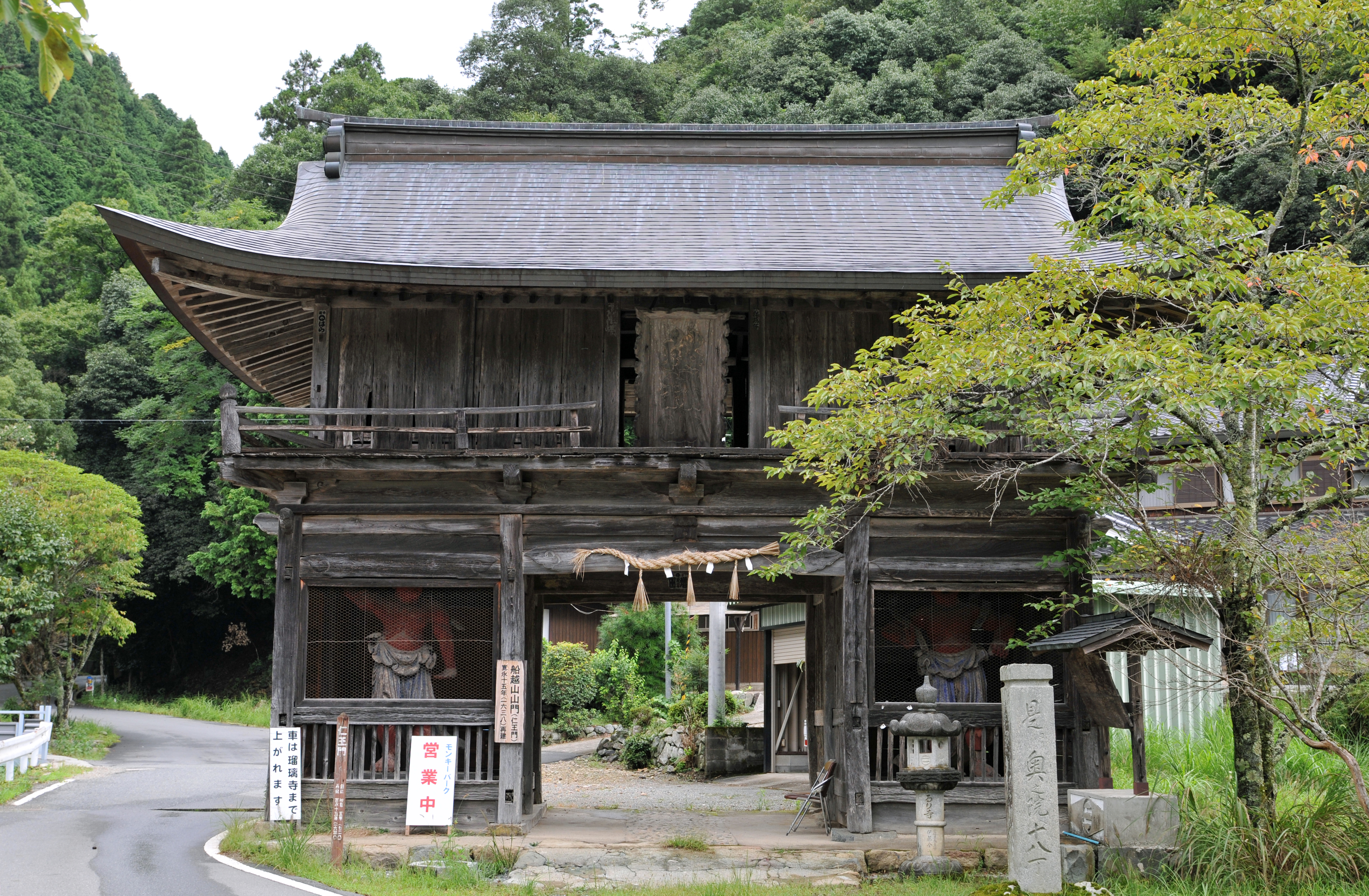
山門
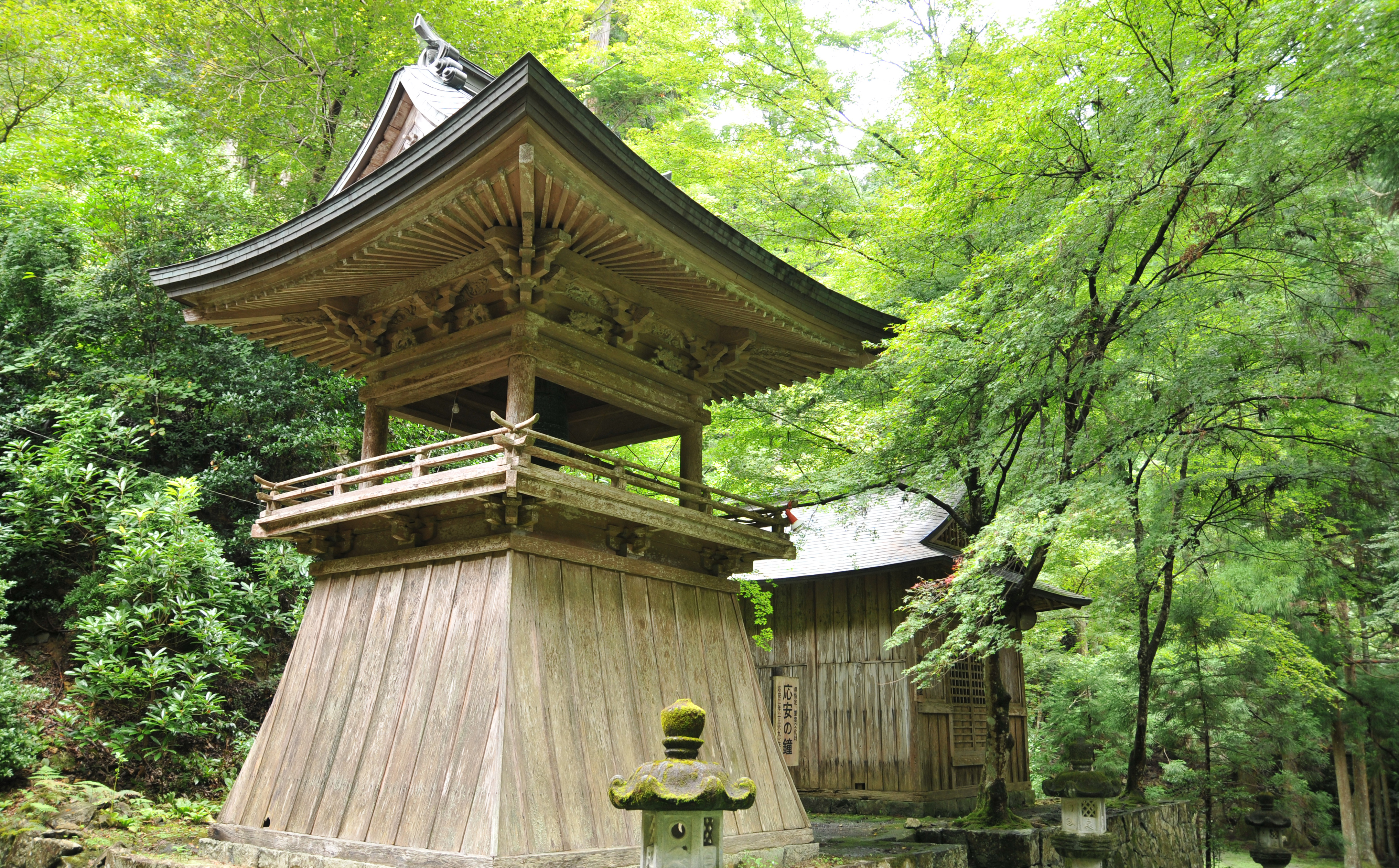
鐘楼と開山堂
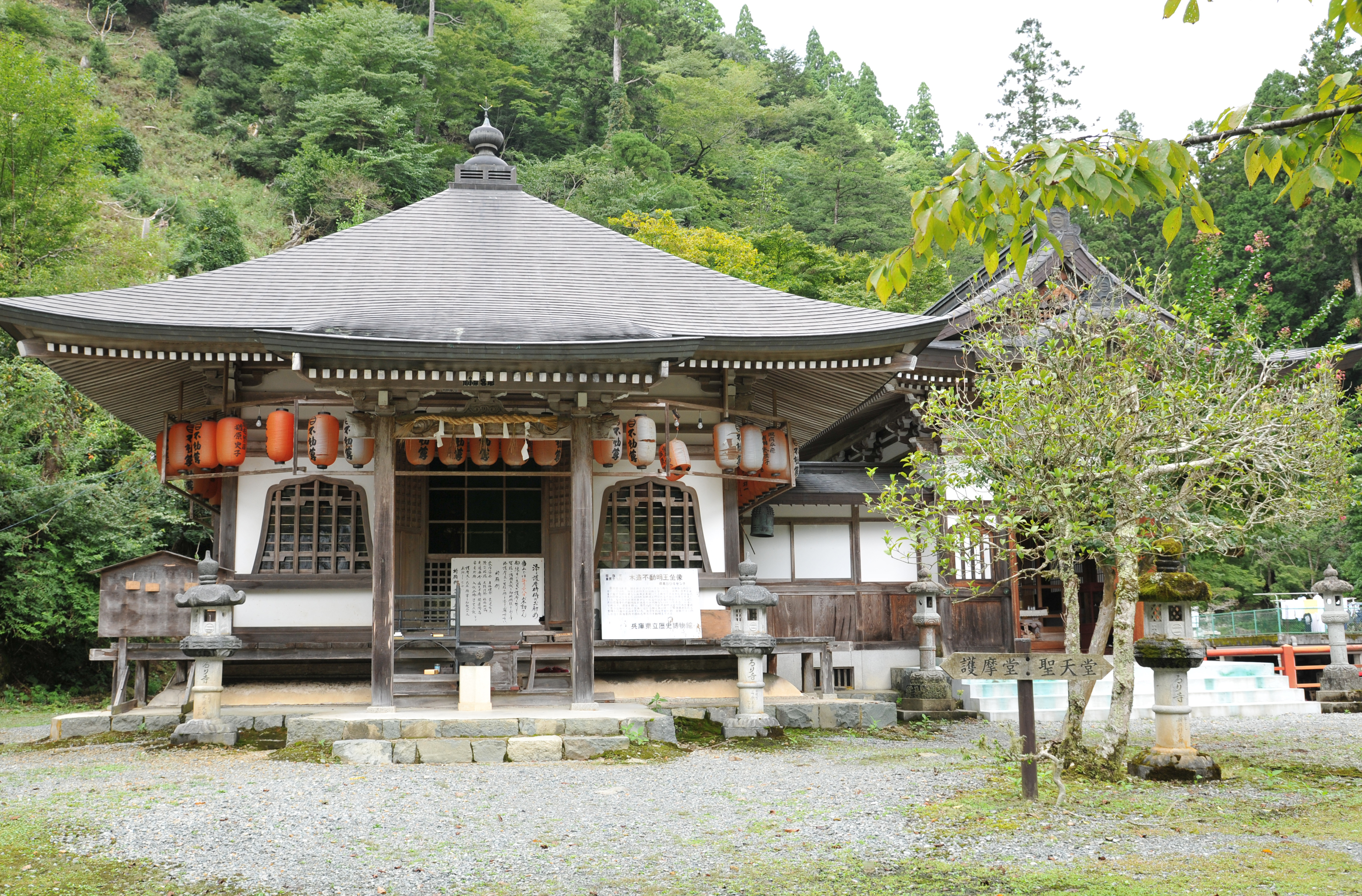
護摩堂と聖天堂
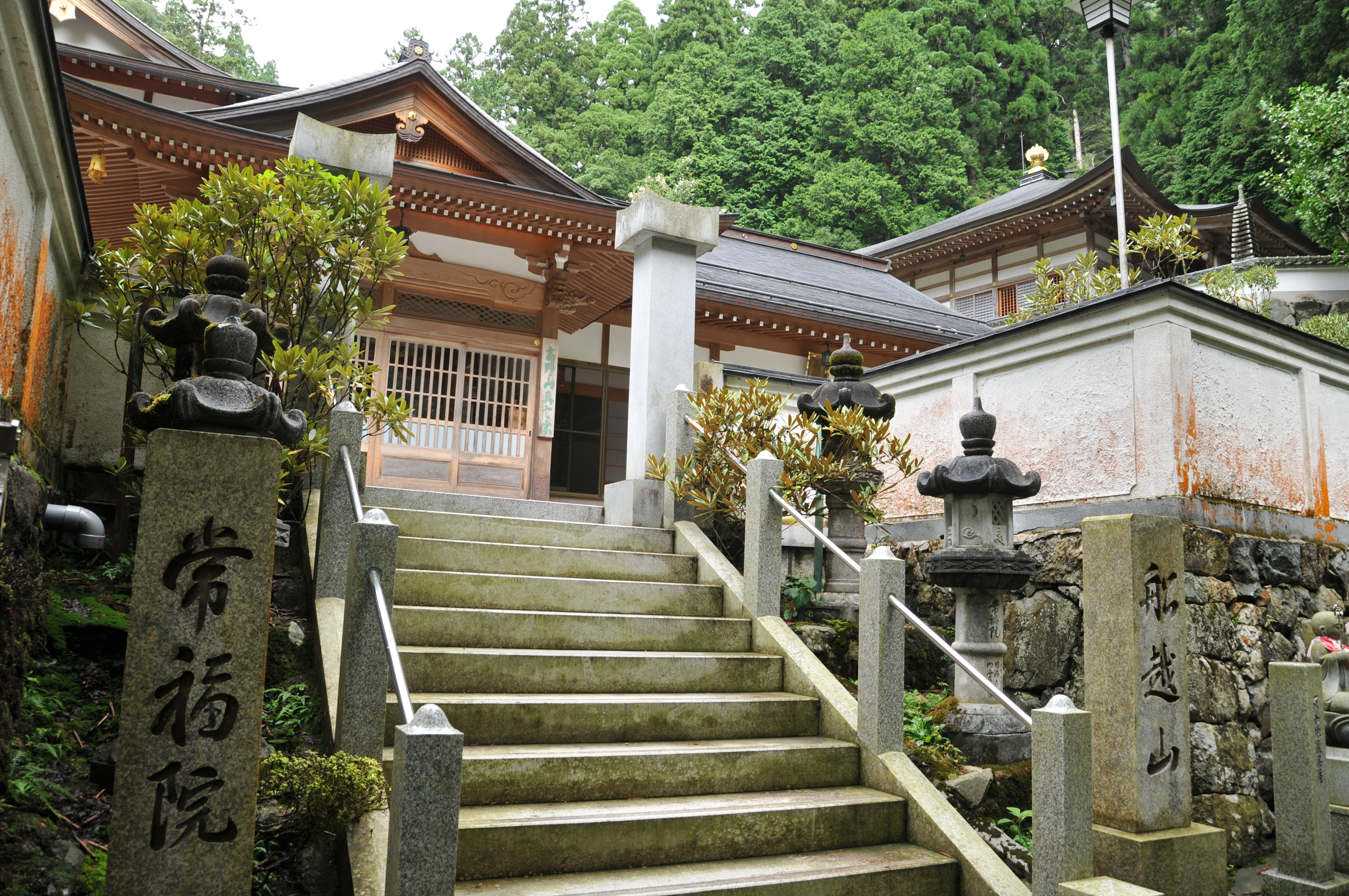
常福院
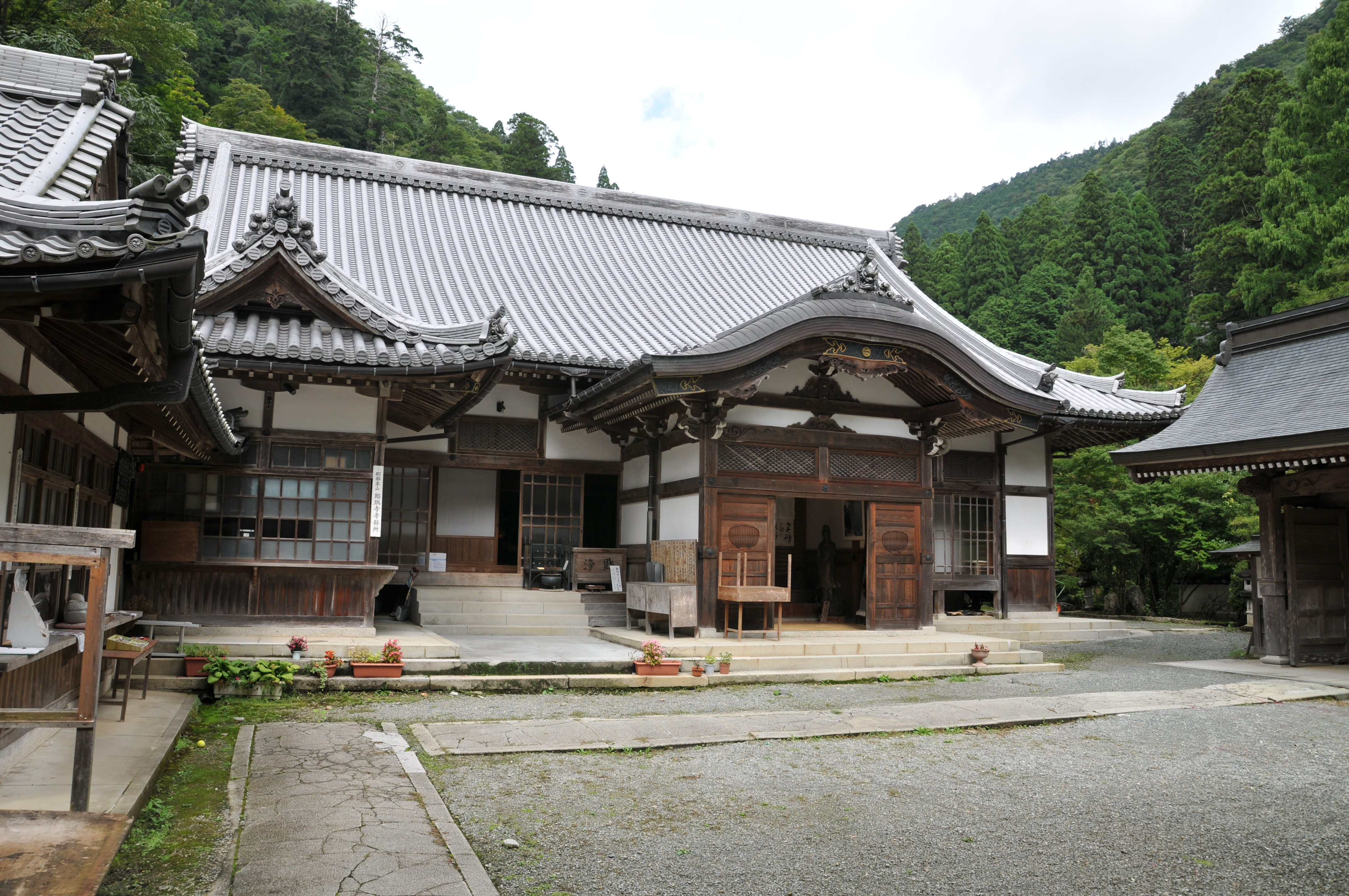
本坊
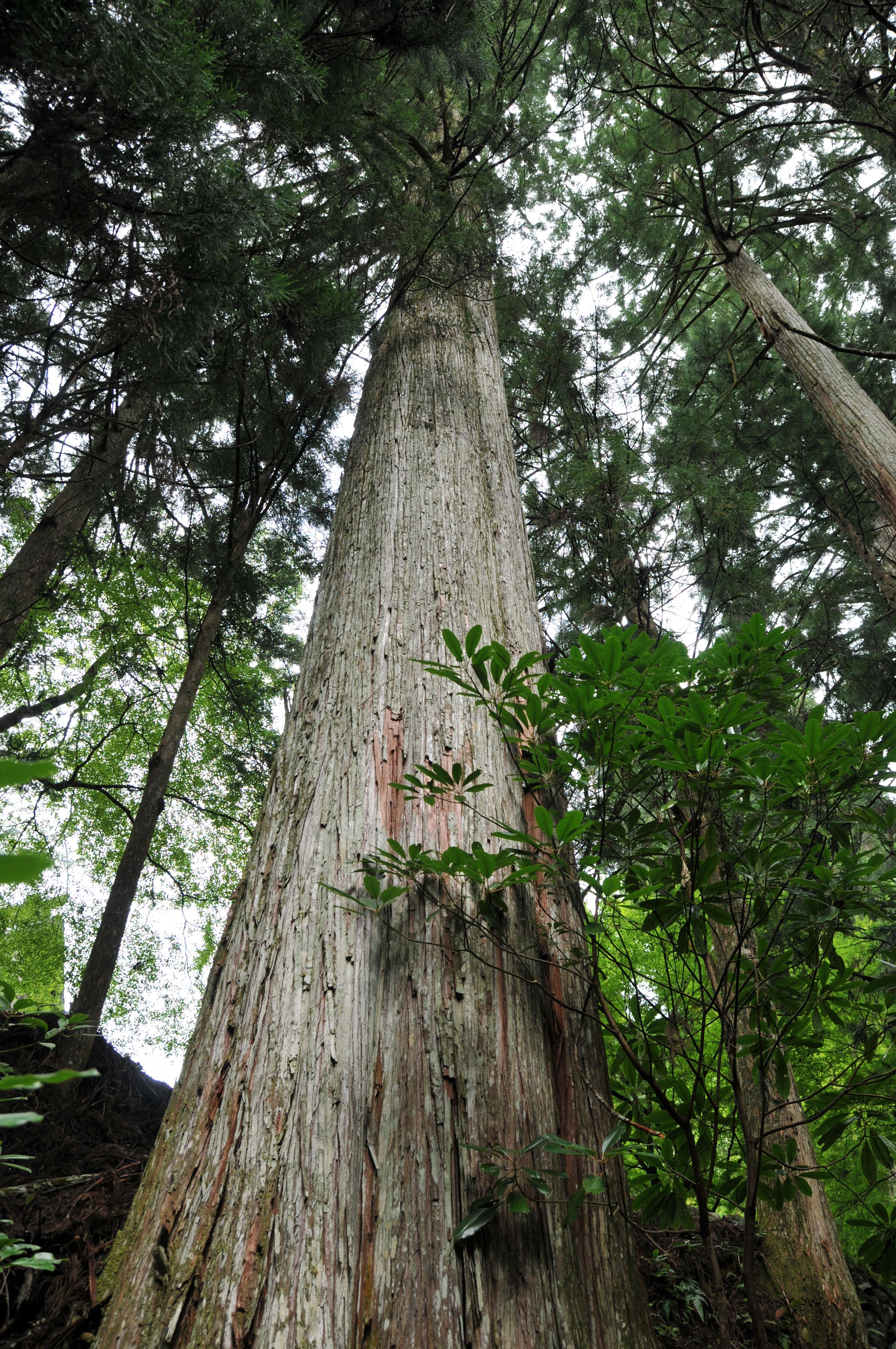
観音杉

## 文化財

### 重要文化財
- 絹本著色不動明王二童子像 – 奈良国立博物館寄託。
- 木造不動明王坐像 – 平安時代、10世紀頃の作。

### 兵庫県指定有形文化財
- 釈迦如来及び両脇侍像 – 秘仏。
- 随求曼陀羅図 - 兵庫県立歴史博物館寄託。
- 孔雀文磬 - 兵庫県立歴史博物館寄託。
- 鰐口 – 永和4年（1378年）在銘。兵庫県立歴史博物館寄託。
- 銅鐘 – 通称・応安の鐘。兵庫県立歴史博物館寄託。

### 佐用町指定有形文化財
- 千手観音坐像 – 秘仏。
- 毘沙門天立像 – 秘仏。
- 不動明王立像 – 秘仏。
- 大威徳明王像
- 薬師如来坐像
- 覚祐坐像
- 降三世明王像 - 兵庫県立歴史博物館寄託。
- 三宝荒神像 - 兵庫県立歴史博物館寄託。
- 愛染明王像 - 兵庫県立歴史博物館寄託。
- 虚空蔵菩薩像 - 兵庫県立歴史博物館寄託。
- 阿字図 - 兵庫県立歴史博物館寄託。
- 十三仏図 - 兵庫県立歴史博物館寄託。
- 伝太元帥明王像 - 兵庫県立歴史博物館寄託。
- 三十番神図 - 兵庫県立歴史博物館寄託。
- 高野四社明神図 - 兵庫県立歴史博物館寄託。
- 九相図 - 兵庫県立歴史博物館寄託。
- 理源大師像 - 兵庫県立歴史博物館寄託。
- 焔摩天曼陀羅図 - 兵庫県立歴史博物館寄託。
- 佛涅槃図 - 兵庫県立歴史博物館寄託。
- 光明曼陀羅図 - 兵庫県立歴史博物館寄託。

### 佐用町指定天然記念物
- 大スギ – 通称・観音杉、樹高49.73m、推定樹齢300年、1985年（昭和60年）4月22日指定。
- サワグルミ
- 大トチノキ
- ヨコグラノキ

## 主な行事
- 1日8日 – 初薬師会
- 2月第1日曜日 – 鬼追式・大護摩供（大勢の山伏が集結する）
- 土用丑の日 – きゅうり封じ
- 毎月28日 – 不動尊祭
- 毎年5月 – 南光坊南光亭
- 3月と9月のお彼岸の中日（春分の日、秋分の日） – 瑠璃寺寄席

## 前後の札所
新西国三十三箇所
32 斑鳩寺　-　33 瑠璃寺
播磨西国三十三箇所
10 高蔵寺　-　11 瑠璃寺　-　12金剛城寺

## 所在地
〒679-5227	兵庫県佐用郡佐用町船越877

## 拝観料
100円

## 交通アクセス
- JR姫新線 播磨徳久駅から神姫バス、「船越」下車徒歩15分
- JR神戸線・山陽新幹線 姫路駅から神姫バス、「船越」下車徒歩15分